# Marco Di Mauro
Marco Di Mauro (Reggio Emilia, 6 gennaio 1980) è un cantante, compositore e attore italiano.

## Biografia
Marco Di Mauro nasce a Reggio Emilia il 6 gennaio 1980, è un cantante, compositore, musicista, attore e scrittore italiano. Dopo aver provato la strada del successo in Italia, si trasferisce in America Latina e la sua fama cresce con brani quali Nada de nada, Mi vida sabe a ti, A partir de hoy, Algo que me falta, Eres tú, Ámame, Como dice el dicho e molti altri.

## Discografia
- E Ora Cosa Mi Resta Di Te (1997)
- Marco di Mauro (2009)
- Algo que me faltaba (2010)[2]
- ¡Te quiero! (2013)[3]

## Telenovela
- Porque el amor manda (2012-2013)[4]
- Muchacha italiana viene a casarse (2014-2015)[5]